# Alle Jahre wieder (brano musicale)
Alle Jahre wieder ("Di nuovo, ogni anno") è un tradizionale canto natalizio tedesco, il cui testo è stato scritto nel 1837 da Johann Wilhelm Hey (1789-1854), un sacerdote e poeta originario della Turingia. Il testo viene solitamente accompagnato da una melodia di Friedrich Silcher (1789-1860) oppure da una melodia di Ernst Anschütz.
Il brano viene spesso intonato o irradiato in occasione dei mercatini natalizi.

## Testo
Il testo, composto da 3 o 4 strofe, è di carattere religioso e dice che Gesù fa puntualmente ogni anno ritorno sulla Terra per benedire ogni casa e ogni persona:
Alle Jahre wieder

Kommt das Christuskind

Auf die Erde nieder,

Wo wir Menschen sind;

Kehrt mit seinem Segen

Ein in jedes Haus,

Geht auf allen Wegen

Mit uns ein und aus;

Ist auch mir zur Seite

Still und unerkannt,

Daß es treu mich leite

An der lieben Hand.

## Versioni discografiche
Tra gli artisti che hanno inciso il brano, figurano (in ordine alfabetico):
- Andrea Berg (nell'album Weihnacht del 2023)[4]
- Canarinhos De Petrópolis[5]
- Karel Gott (nell'album Alle Jahre wieder - Die schönsten Weihnachtslieder gesungen von Karel Gott del 1979[6])
- Julio Iglesias (nell'album Ein Weihnachtsabend mit Julio Iglesias del 1978[7])
- Tony Marshall (nell'album Weihnachten mit Tony Marshall del 1984)[8]
- Münchener Kinderchor[9]
- Old Merry Tale Jazzband (1986)[10]
- Louis van de Sande[11]
- Santa Claus Orchestra[12]

## Il brano nella cultura di massa
- Al titolo del brano fa chiaro riferimento il film natalizio del 1967 Alle Jahre wieder, diretto da Ulrich Schamoni[13]